# 글루칸가수분해효소
글루칸가수분해효소(영어: glucanase)는 가수분해를 통해 큰 다당류를 분해하는 효소이다. 글루카네이스라고도 한다. 가수분해 반응의 생성물은 글리코사이드 결합으로 결합된 최대 1,200개의 글루코스 단량체로 구성된 선형 다당류이며, 이를 글루칸이라고 한다. 글루칸은 보리, 호밀, 수수, 쌀, 밀과 같은 곡물의 배젖 세포벽에 풍부하다. 글루칸가수분해효소는 또한 리케네이스, 가수분해효소, 글리코시데이스, 글리코실 가수분해효소 및 라미나리네이스라고도 한다. 많은 유형의 글루칸가수분해효소는 유사한 아미노산 서열을 공유하지만 기질은 크게 차이가 난다. 알려진 글루칸내부가수분해효소(엔도글루카네이스) 중에서 1,3-1,4-β-글루칸가수분해효소가 가장 활성이 큰 것으로 간주된다.

## 구조

### β-글루칸가수분해효소
β-글루칸가수분해효소의 2차 및 3차 구조는 여러 개의 β-시트가 쌓이는 것을 포함하며, 각 β-시트는 구부러져 효소의 활성 부위를 가로지르는 틈을 형성하는 여러 역평행 가닥으로 구성된다. 이러한 유형의 구조를 "젤리 롤 폴드"라고 한다.

#### 몇 가지 일반적인 β-글루칸가수분해효소
- 1,3-β-글루칸가수분해효소 (라미나리네이스, EC 3.2.1.39)[1]
- 엔도-1,3(4)-β-글루칸가수분해효소
- β-1,3-글루칸가수분해효소, 칼로스 또는 커들란과 같은 β-1,3-글루칸을 분해하는 식물의 효소
- β-1,6-글루칸가수분해효소, β-1,6-글루칸을 분해하는 효소
- 셀룰레이스, 셀룰로스, 리케닌 및 곡물 β-D-글루칸에서 β-1,4-글리코사이드 결합의 가수분해를 수행하는 효소[2]
- 자일로글루칸-특이적 엔도-베타-1,4-글루칸가수분해효소
- 자일로글루칸-특이적 엑소-베타-1,4-글루칸가수분해효소

### α-글루칸가수분해효소
- α-1,4-글루칸가수분해효소, α-1,4-글루칸을 분해하는 효소
- α-1,6-글루칸가수분해효소, α-1,6-글루칸을 분해하는 효소
- 풀루라네이스, 풀루란을 분해하는 특정 종류의 글루칸가수분해효소

효소-기질 복합체의 기능적 형성은 유도 적합 메커니즘에 의해 결정된다.

## 효소 작용의 메커니즘
글루칸가수분해효소의 주요 기능은 다당류에서 글리코사이드 결합의 가수분해를 촉매하는 것이다. 이 기능은 그다지 특이적이지 않으며 효소는 주로 존재하는 결합 유형과 α- 또는 β-입체배치에 따라 기질을 구분한다.
1953년에 D. E. 코시랜드(D. E. Koshland) 박사는 이 효소 작용에 대한 이중 변위 메커니즘을 제안했다. 그가 제안한 메커니즘의 첫 번째 단계는 기질의 농도와 무관한 속도 제한 단계이며 아미노산 친핵체와 산/염기 촉매를 포함한다. 이 단계에서 친핵체는 산 잔기의 도움으로 아글리콘을 대체하고 공유 결합으로 연결된 글리코실-효소 중간생성물을 형성한다. 두 번째 단계는 분자의 아노머 구성을 유지하면서 유리당을 만드는 산 촉매의 짝염기의 도움을 받는 물 분자를 포함한다.
글루칸가수분해효소는 또한 글리코실화 전이를 촉매하여 공여체와 수용체 당류 사이에 새로운 β-글리코사이드 결합을 생성할 수 있다. 가수분해 반응과 동일한 영역 특이성 및 입체특이성을 갖는 이 반응은 가수분해의 직접적인 역전(축합으로 알려짐) 또는 글리코실 공여체 기질의 속도론적 조절을 포함한다.

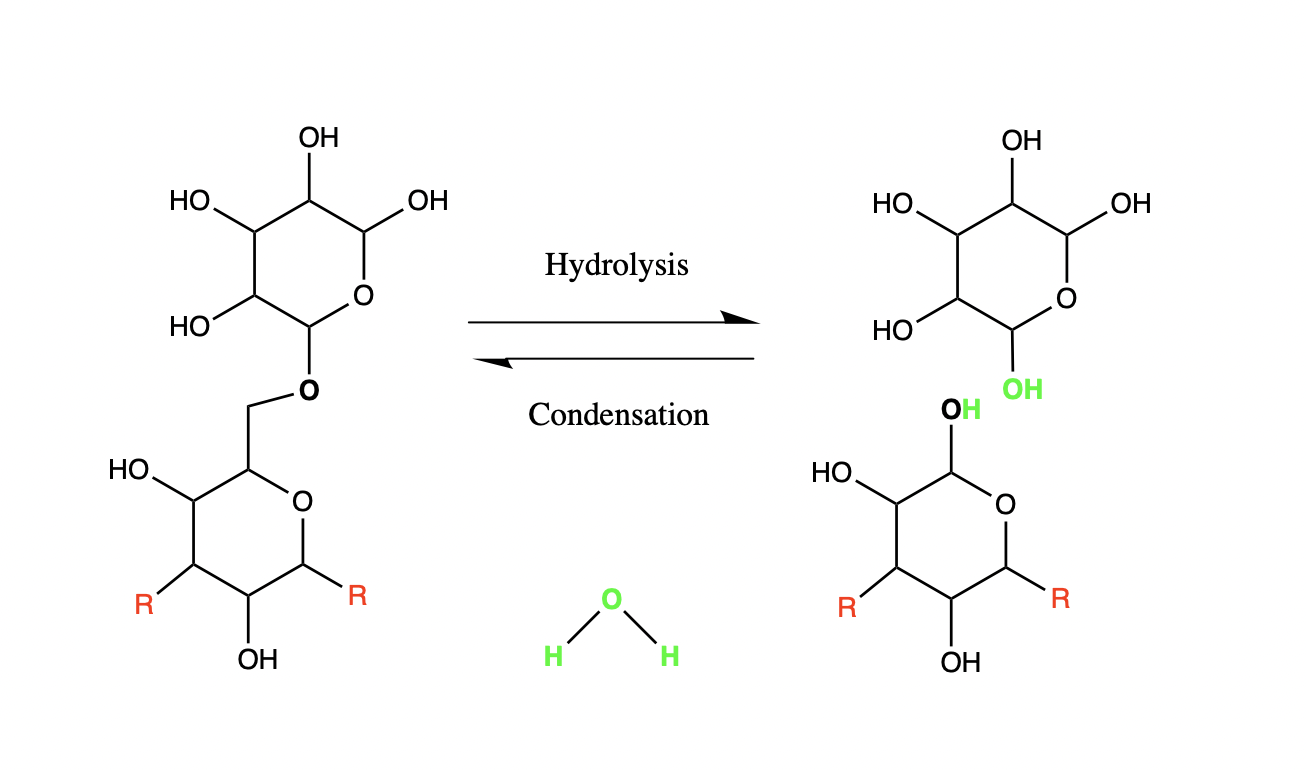
글루칸가수분해효소는 물을 사용하여 큰 다당류에서 글리코사이드 결합의 절단을 촉매하여 더 작고 보다 더 잘 녹는 다당류를 생성한다. 이 과정은 축합을 통해 되돌릴 수 있다.

## 미생물에서의 생성 및 농업적 중요성

### 미생물에서의 생성
대장균(Escherichia coli) 및 고초균(Bacillus subtilis)과 같은 세균은 환경에서 다당류를 분해하여 에너지원으로 사용하기 위해 1,3-1,4-β-글루칸가수분해효소를 생성한다. 이러한 세균의 글루칸가수분해효소는 식물의 글루칸가수분해효소의 1차 구조, 2차 구조, 3차 구조와 유사성 또는 관련성을 공유하기 때문에 수렴 진화의 한 예이다. 글루칸가수분해효소는 또한 트리초데르마 하르지아눔(Trichoderma harzianum), 사카로미세스 세레비시아에(Saccharomyces cerevisiae)와 같은 균류 및 혐기성 균류인 오르피노미세스속, 초식동물의 소화관에서 발견되는 네오칼리마스트릭스균류에 의해 분비되는 것으로 밝혀졌다. 트리초데르마 하르지아눔(Trichoderma harzianum)은 또한 살진균제로도 사용되는 데, 이는 이의 β-글루칸가수분해효소가 균기생 공격을 통해 식물병원성 균류를 가수분해하는 능력과 관련이 있다.

### 맥주와 포도주
보리의 1,3-1,4-β-글루칸가수분해효소는 발아 과정에서 열 불활성화되어 고분자량 글루칸이 축적되어 추출물 수율이 감소하고 여과율이 낮아지며 최종 생성물에 젤라틴 침전물이 생길 수도 있다. 치료법으로 내열성 세균의 1,3-1,4-β-글루칸가수분해효소가 첨가된다.
포도주의 숙성 과정, 특히 미세산소화와 함께 찌꺼기에서 숙성될 때 양조학적 관행에 사용된다. 이 효소는 효모 세포의 자가분해를 도와 다당류와 만노단백질을 방출하는 데, 이는 포도주의 색상과 질감을 돕는 것으로 여겨진다.

### 가축 사료
육계 및 새끼 돼지용 사료 생산에서 β-글루칸가수분해효소가 보리 기반 식단의 소화율을 향상시키는 것으로 밝혀졌다.

## 같이 보기
- 글리코사이드 가수분해효소, 비글리코사이드 분자에서 글리코사이드를 절단하는 효소 계열
- 글리코사이드 가수분해효소 패밀리 5
- 글리코사이드 가수분해효소 패밀리 16
- 글리코사이드 가수분해효소 패밀리 17